# Penicillaria simplexconnectens
Penicillaria simplexconnectens är en fjärilsart som beskrevs av Clayton Dissinger Mell 1943. Penicillaria simplexconnectens ingår i släktet Penicillaria och familjen nattflyn. Inga underarter finns listade i Catalogue of Life.